# Palazzo Salutati
Palazzo Salutati è un edificio storico di Firenze, situato tra piazza Peruzzi 2, via delle Brache, via del Canto Rivolto.

## Storia e descrizione
Il palazzo sorge su antiche preesistenze di proprietà della famiglia Peruzzi, come d'altra parte accade con tutti gli edifici che si affacciano sulla piazza. Fu successivamente della famiglia Salutati e qui, come riportano le cronache, si svolsero i funerali del cancelliere della Repubblica fiorentina Coluccio Salutati, con la solenne incoronazione del cadavere, il 5 maggio 1406, prima che la salma venisse trasportata in Santa Croce.
Il prospetto dell'antica fabbrica si presenta oggi nelle forme assunte a seguito di un radicale intervento di riconfigurazione che si dovrebbe datare al Settecento, nonostante Walther Limburger lo collochi nei Seicento. La facciata principale è organizzata su quattro assi (con il portone decentrato) per tre piani di altezza, a cui si aggiunge un volume in soprelevazione.